# Francis George
Pour les articles homonymes, voir George.
Francis Eugene George, né le 16 janvier 1937 et mort le 17 avril 2015, à Chicago, est un cardinal catholique américain qui fut archevêque de Chicago.

## Biographie

### Formation
D'origine irlandaise, Francis George est né le 16 janvier 1937 à Chicago dans l'Illinois, de Francis J. et Julia R. (née McCarthy) George. Il reçoit sa première éducation à l'école paroissiale de l'église Saint-Pascal au nord-ouest de Chicago.
Il est atteint de la poliomyélite à l'âge de 13 ans. En raison de son handicap, il est rejeté par le séminaire préparatoire archidiocésain Qugley, il continue alors ses études au séminaire préparatoire St. Henry de Belleville, lycée-séminaire des Missionnaires Oblats de Marie-Immaculée. Il rejoint les Missionnaires Oblats le 14 août 1957. Il poursuit ensuite ses études au noviciat des Oblats à Godfrey avant d'entrer au séminaire de Notre-Dame-des-Neiges de Pass Christian dans le Mississippi.
Francis George est ensuite envoyé étudier la théologie à l'Université d'Ottawa au Canada. Il fait sa profession solennelle en tant que membre des Missionnaires Oblats le 8 septembre 1961.

### Prêtrise
Francis George est ordonné prêtre le 21 décembre 1963 par Mgr Raymond Peter Hillinger (en). Il obtient un baccalauréat en théologie à l'Université d'Ottawa en 1964, suivi d'une maîtrise ès arts en philosophie à l'Université catholique d'Amérique à Washington DC en 1965. Il enseigne ensuite au Séminaire Notre-Dame-des-Neiges de Pass Christian de 1964 à 1969, en 1968 à l'Université de Tulane de la Nouvelle-Orléans en Louisiane et à l'Université Creighton à Omaha, dans le Nebraska (1969-1973).
Au cours de ses missions d'enseignement, le R.P. George obtient un doctorat en philosophie à l'Université américaine de Tulane en 1970, et une maîtrise en théologie de l'Université d'Ottawa en 1971. Il sert comme supérieur provincial de la Province du Midwest pour les missionnaires Oblats de Saint-Paul, et en 1974 il devient le vicaire général de sà congrégation, il reste alors basé à Rome pendant douze ans. Il obtient un doctorat en théologie de l'Université pontificale urbanienne en 1988, avec une thèse intitulée: « Inculturation et Communion ».
Il retourne en 1987  aux États-Unis, où il sert en tant que coordinateur du Cercle des boursiers au Centre pour l'étude de la foi et de la culture à Cambridge (Massachusetts).

### Évêque
Le 10 juillet 1990, il est nommé évêque de Yakima dans l'État de Washington par le pape Jean-Paul II. Il est consacré le 21 septembre suivant par Mgr Agostino Cacciavillan, alors pro-nonce apostolique aux États-Unis, assisté des évêques Roger Lawrence Schwietz (en) et William S. Skylstad (en), en l'église de la Sainte-Famille de Yakima. Il choisit comme devise épiscopale : Christo Floria in Ecclesia.
En avril 1996, il est transféré au siège métropolitain de Portland en Oregon. Moins d'un an plus tard, le 7 avril 1997, Jean-Paul II le nomme archevêque de Chicago pour succéder au cardinal Joseph Bernardin décédé quelques mois plus tôt.
Le pape François accepte sa démission le 20 septembre 2014.

### Cardinal
Il est créé cardinal lors du consistoire du 21 février 1998 avec le titre de cardinal-prêtre de Saint-Barthélemy-en-l'Île (S. Bartolomeo all’Isola). Il participe aux conclaves de 2005 et de 2013 qui élisent respectivement les papes Benoît XVI et François.
Après en avoir été le vice-président depuis 1994, il est élu président de la Conférence des évêques catholiques des États-Unis en novembre 2007.
Il meurt le 17 avril 2015 à l'âge de 78 ans d'un cancer.

## Succession apostolique
Francis George a ordonné les évêques suivants :
- Évêque Joseph N. Perry (en) (1998)
- Archevêque George Joseph Lucas (1999)
- Archevêque Jerome E. Listecki (en) (2001)
- Évêque Francis J. Kane (en) (2003)
- Évêque Thomas Paprocki (en) (2003)
- Archevêque Gustavo Garcia-Siller (en), M.Sp.S. (2003)
- Évêque George James Rassas (en) (2006)
- Évêque Andrew Peter Wypych (en) (2011)
- Évêque Alberto Rojas (en) (2011)
- Évêque David John Malloy (en) (2012)

## Distinctions
- : Commandeur avec étoile de l'Ordre du Mérite de la République de Pologne (décret du 28 août 2009[9])
- Chevalier de la Grand-croix de l'Ordre sacré et militaire constantinien de Saint-Georges[10]
- : Chapelain conventuel ad honorem de l'Ordre souverain militaire et hospitalier de Saint-Jean de Jérusalem, de Rhodes et de Malte